# Silvia Bertagna
Silvia Bertagna (Bressanone, 30 novembre 1986) è un'ex sciatrice freestyle italiana, specialista nello slopestyle e nel big air.

## Biografia
Nipote dello sciatore alpino Ivo Mahlknecht, Silvia Bertagna in Coppa del Mondo ha esordito il 8 febbraio 2013 a Silvaplana (13ª) e ha ottenuto il primo podio il 18 gennaio 2014 nello slopestyle a Gstaad (3ª) e la prima vittoria il 2 dicembre 2016 nel big air a Mönchengladbach.
In carriera ha partecipato a un'edizione dei Giochi olimpici invernali, Soči 2014 (8ª nello slopestyle), e a una dei Campionati mondiali (5ª nello slopestyle a Kreischberg 2015).

## Palmarès

### Coppa del Mondo
- Miglior piazzamento in classifica generale: 8ª nel 2017
- Vincitrice della Coppa del Mondo di big air nel 2018
- 8 podi:
  - 1 vittoria
  - 4 secondi posti
  - 3 terzi posti

#### Coppa del Mondo - vittorie
| Data            | Luogo           | Paese    | Disciplina |
| --------------- | --------------- | -------- | ---------- |
| 2 dicembre 2016 | Mönchengladbach | Germania | BA         |

Legenda:

BA = Big air